# Wyścigowe Mistrzostwa Węgier 1996
1996 – sezon wyścigowych mistrzostw Węgier.